# Bahnstrecke Liège–Aachen
| Thalys auf der Fahrt über das Viadukt von Dolhain |                                                  |                                                              |                                                              |
| Belgische Strecke L37 von Lüttich bis zur deutschen Grenze bei Aachen |                                                  |                                                              |                                                              |
| Streckennummer (DB): | 2600                                             |                                                              |                                                              |
| Streckennummer: | L 37 (Belgien)                                   |                                                              |                                                              |
| Kursbuchstrecke (DB): | 480a                                             |                                                              |                                                              |
| Streckenlänge: | 47 km                                            |                                                              |                                                              |
| Spurweite: | 1435 mm (Normalspur)                             |                                                              |                                                              |
| Streckenklasse: | D4                                               |                                                              |                                                              |
| Stromsystem: | 3 kV =                                           |                                                              |                                                              |
| Maximale Neigung: | 26 ‰                                             |                                                              |                                                              |
| Streckengeschwindigkeit: | Aachen–Grenze: 160 km/h Grenze–Lüttich: 140 km/h |                                                              |                                                              |
| Zweigleisigkeit: | durchgehend                                      |                                                              |                                                              |
| |                                                  |                                                              |                                                              |
| \| \| \| Schnellfahrstrecke von Köln \| \| \| \| \| \| \| \| \| 70,2 \| Aachen Hbf (Systemwechselbahnhof) \| Aachen Hbf (Systemwechselbahnhof) \| \| \| \| \| \| \| \| \| Strecke nach Mönchengladbach \| \| \| \| \| Ronheider Rampe (26 ‰) \| \| \| \| 72,9 \| Aachen Süd \| Aachen Süd \| \| \| \| alter/neuer Buschtunnel (691/711 m) \| \| \| \| \| \| \| \| \| 75,0 \| Y Ronheide (Abzw, 1918–2008 Überwerfung) \| Y Ronheide (Abzw, 1918–2008 Überwerfung) \| \| \| \| \| \| \| \| \| ehem. nach Moresnet (L 24A) \| \| \| \| 77,047,0 \| Staatsgrenze Deutschland/Belgien \| Staatsgrenze Deutschland/Belgien \| \| \| 45,9 \| Hergenrath \| Hergenrath \| \| \| \| Göhl, Hammerbrücke (220 m) \| \| \| \| 45,3 \| Hammerbrücke HSL 3 nach Chênée \| Hammerbrücke HSL 3 nach Chênée \| \| \| 42,4 \| Astenet \| Astenet \| \| \| \| \| \| \| \| \| von (Stolberg –) Raeren (L 49) – Eupen, eingleisig \| \| \| \| \| \| \| \| \| 39,5 \| Herbesthal \| Herbesthal \| \| \| \| ehemalige Grenze Deutsches Reich/Belgien \| \| \| \| 37,7 \| Welkenraedt \| Welkenraedt \| \| \| \| nach Montzen (L 39) \| \| \| \| \| Welkenraedt Ouest \| \| \| \| \| HSL 3 Chênée ↔ Hergenrath \| \| \| \| \| Ruyfftunnel (63 m) \| \| \| \| \| Dolhain Gare \| \| \| \| \| Tunnel de la Moutarde (480 m) \| \| \| \| 31,7 \| Dolhain-Gileppe \| Dolhain-Gileppe \| \| \| \| Vesdre \| \| \| \| \| Tunnel de Vieille Foulerie (167 m) \| \| \| \| \| Vesdre \| \| \| \| 29,5 \| Nasproué \| Nasproué \| \| \| \| Tunnel de Nasproué (195 m) \| \| \| \| \| Tunnel de Chantoir (169 m) \| \| \| \| \| Vesdre \| \| \| \| 27,1 \| Verviers Est \| Verviers Est \| \| \| \| Tunnel du Palais de Justice (152 m) \| \| \| \| \| Tunnel Trou du Pont (151 m) \| \| \| \| 25,4 \| Verviers Palais \| Verviers Palais \| \| \| \| Tunnel Chic-Chac (388 m) \| \| \| \| 24,6 \| Verviers Central (Reiterbahnhof) \| Verviers Central (Reiterbahnhof) \| \| \| 25,0 \| Verviers Matadi \| Verviers Matadi \| \| \| \| \| \| \| \| \| \| \| \| \| 25,5 \| Verviers Ouest (ehem. Verviers-Léopold) (L 38A) nach Battice \| Verviers Ouest (ehem. Verviers-Léopold) (L 38A) nach Battice \| \| \| \| \| \| \| \| \| \| \| \| \| \| Tunnel d'Ensival (380 m) \| \| \| \| 23,5 \| Ensival \| Ensival \| \| \| \| Vesdre (zwei Querungen) \| \| \| \| 20,3 \| Pepinster (Keilbahnhof) \| Pepinster (Keilbahnhof) \| \| \| \| Strecke nach Spa-Géronstère (L 44) \| \| \| \| \| Seitenfluss der Vesdre \| \| \| \| \| Tunnel (212 m) \| \| \| \| \| Vesdre \| \| \| \| 18,8 \| Cornesse \| Cornesse \| \| \| \| Vesdre \| \| \| \| \| Tunnel de Becoen (176 m) \| \| \| \| \| Vesdre \| \| \| \| 17,8 \| Goffontaine \| Goffontaine \| \| \| \| Vesdre \| \| \| \| \| Tunnel Hallinsart (634 m) \| \| \| \| \| Vesdre (zwei Querungen) \| \| \| \| \| Tunnel bei Nessonvaux (192 m) \| \| \| \| 15,3 \| Nessonvaux \| Nessonvaux \| \| \| \| Vesdre (zwei Querungen) \| \| \| \| 13,8 \| Fraipont \| Fraipont \| \| \| \| Tunnel (262 m) \| \| \| \| 12,5 \| Olne ehem. Anschl. Kieswerk \| Olne ehem. Anschl. Kieswerk \| \| \| \| Vesdre \| \| \| \| \| Tunnel bei Trooz (120 m) \| \| \| \| \| Vesdre \| \| \| \| 11,0 \| Trooz \| Trooz \| \| \| 9,5 \| La Brouck \| La Brouck \| \| \| \| \| \| \| \| \| Vesdre \| \| \| \| \| \| \| \| \| 7,5 \| Chaudfontaine (Wieder- inbetriebnahme 3. Sept. 2018) \| Chaudfontaine (Wieder- inbetriebnahme 3. Sept. 2018) \| \| \| \| \| \| \| \| \| Tunnel de Hauster (281 m) \| \| \| \| \| Vesdre \| \| \| \| 5,8 \| Henne-Chèvremont \| Henne-Chèvremont \| \| \| \| ehemals nach Bleyberg (L 38) \| \| \| \| \| HSL 3 von Hergenrath \| \| \| \| 4,1 \| Chênée \| Chênée \| \| \| \| Ourthe \| \| \| \| \| Strecke von Marloie \| \| \| \| 2,6 \| Angleur \| Angleur \| \| \| 2,01,3 \| Strecke Maastricht ↔ Namur (L 40) \| Strecke Maastricht ↔ Namur (L 40) \| \| \| \| Pont du Val-Benoît (Maas) \| \| \| \| \| Strecke von Flémalle \| \| \| \| 0,0 \| Liège-Guillemins \| Liège-Guillemins \| \| \| \| \| \| \| \| \| Strecke nach Hasselt (L 34), bis Liège-Saint-Lambert \| \| \| \| \| \| \| \| \| \| Strecke nach Brüssel (L 36) \| \| \| \| \| \| \| \| Quellen: [1][2] \| \| \| \| |                                                  |                                                              |                                                              |
| |                                                  | Schnellfahrstrecke von Köln                                  |                                                              |
| |                                                  |                                                              |                                                              |
| Bahnhof | 70,2                                             | Aachen Hbf (Systemwechselbahnhof)                            | Aachen Hbf (Systemwechselbahnhof)                            |
| |                                                  |                                                              |                                                              |
| Abzweig geradeaus und nach rechts |                                                  | Strecke nach Mönchengladbach                                 | Strecke nach Mönchengladbach                                 |
| |                                                  | Ronheider Rampe (26 ‰)                                       |                                                              |
| Dienststation / Betriebs- oder Güterbahnhof | 72,9                                             | Aachen Süd                                                   | Aachen Süd                                                   |
| Tunnel |                                                  | alter/neuer Buschtunnel (691/711 m)                          | alter/neuer Buschtunnel (691/711 m)                          |
| |                                                  |                                                              |                                                              |
| | 75,0                                             | Y Ronheide (Abzw, 1918–2008 Überwerfung)                     | Y Ronheide (Abzw, 1918–2008 Überwerfung)                     |
| |                                                  |                                                              |                                                              |
| Abzweig geradeaus und ehemals nach rechts |                                                  | ehem. nach Moresnet (L 24A)                                  | ehem. nach Moresnet (L 24A)                                  |
| Grenze | 77,047,0                                         | Staatsgrenze Deutschland/Belgien                             | Staatsgrenze Deutschland/Belgien                             |
| Haltepunkt / Haltestelle | 45,9                                             | Hergenrath                                                   | Hergenrath                                                   |
| Brücke über Wasserlauf |                                                  | Göhl, Hammerbrücke (220 m)                                   | Göhl, Hammerbrücke (220 m)                                   |
| Abzweig geradeaus und nach links | 45,3                                             | Hammerbrücke HSL 3 nach Chênée                               | Hammerbrücke HSL 3 nach Chênée                               |
| ehemaliger Bahnhof | 42,4                                             | Astenet                                                      | Astenet                                                      |
| |                                                  |                                                              |                                                              |
| Abzweig geradeaus und von links |                                                  | von (Stolberg –) Raeren (L 49) – Eupen, eingleisig           | von (Stolberg –) Raeren (L 49) – Eupen, eingleisig           |
| |                                                  |                                                              |                                                              |
| Dienststelle, ehemals Bahnhof | 39,5                                             | Herbesthal                                                   | Herbesthal                                                   |
| ehemaliger Grenze |                                                  | ehemalige Grenze Deutsches Reich/Belgien                     | ehemalige Grenze Deutsches Reich/Belgien                     |
| Bahnhof | 37,7                                             | Welkenraedt                                                  | Welkenraedt                                                  |
| Abzweig geradeaus und nach rechts |                                                  | nach Montzen (L 39)                                          | nach Montzen (L 39)                                          |
| ehemaliger Haltepunkt / Haltestelle |                                                  | Welkenraedt Ouest                                            | Welkenraedt Ouest                                            |
| Kreuzung geradeaus unten |                                                  | HSL 3 Chênée ↔ Hergenrath                                    | HSL 3 Chênée ↔ Hergenrath                                    |
| Tunnel |                                                  | Ruyfftunnel (63 m)                                           | Ruyfftunnel (63 m)                                           |
| ehemaliger Bahnhof |                                                  | Dolhain Gare                                                 | Dolhain Gare                                                 |
| Tunnel |                                                  | Tunnel de la Moutarde (480 m)                                | Tunnel de la Moutarde (480 m)                                |
| Haltepunkt / Haltestelle | 31,7                                             | Dolhain-Gileppe                                              | Dolhain-Gileppe                                              |
| Brücke über Wasserlauf |                                                  | Vesdre                                                       | Vesdre                                                       |
| Tunnel |                                                  | Tunnel de Vieille Foulerie (167 m)                           | Tunnel de Vieille Foulerie (167 m)                           |
| Brücke über Wasserlauf |                                                  | Vesdre                                                       | Vesdre                                                       |
| ehemaliger Haltepunkt / Haltestelle | 29,5                                             | Nasproué                                                     | Nasproué                                                     |
| Tunnel |                                                  | Tunnel de Nasproué (195 m)                                   | Tunnel de Nasproué (195 m)                                   |
| Tunnel |                                                  | Tunnel de Chantoir (169 m)                                   | Tunnel de Chantoir (169 m)                                   |
| Brücke über Wasserlauf |                                                  | Vesdre                                                       | Vesdre                                                       |
| ehemaliger Bahnhof | 27,1                                             | Verviers Est                                                 | Verviers Est                                                 |
| Tunnel |                                                  | Tunnel du Palais de Justice (152 m)                          | Tunnel du Palais de Justice (152 m)                          |
| Tunnel |                                                  | Tunnel Trou du Pont (151 m)                                  | Tunnel Trou du Pont (151 m)                                  |
| Haltepunkt / Haltestelle | 25,4                                             | Verviers Palais                                              | Verviers Palais                                              |
| Tunnelanfang |                                                  | Tunnel Chic-Chac (388 m)                                     | Tunnel Chic-Chac (388 m)                                     |
| Bahnhof Streckenende (im Tunnel) | 24,6                                             | Verviers Central (Reiterbahnhof)                             | Verviers Central (Reiterbahnhof)                             |
| ehemaliger Bahnhof | 25,0                                             | Verviers Matadi                                              | Verviers Matadi                                              |
| Verschwenkung von rechts |                                                  |                                                              |                                                              |
| |                                                  |                                                              |                                                              |
| Dienststation / Betriebs- oder Güterbahnhof quer (Strecke außer Betrieb) · Abzweig geradeaus, ehemals nach rechts und ehemals von rechts | 25,5                                             | Verviers Ouest (ehem. Verviers-Léopold) (L 38A) nach Battice | Verviers Ouest (ehem. Verviers-Léopold) (L 38A) nach Battice |
| |                                                  |                                                              |                                                              |
| Verschwenkung nach rechts |                                                  |                                                              |                                                              |
| Tunnel |                                                  | Tunnel d'Ensival (380 m)                                     | Tunnel d'Ensival (380 m)                                     |
| ehemaliger Bahnhof | 23,5                                             | Ensival                                                      | Ensival                                                      |
| Brücke über Wasserlauf |                                                  | Vesdre (zwei Querungen)                                      | Vesdre (zwei Querungen)                                      |
| Bahnhof | 20,3                                             | Pepinster (Keilbahnhof)                                      | Pepinster (Keilbahnhof)                                      |
| Abzweig geradeaus und nach links |                                                  | Strecke nach Spa-Géronstère (L 44)                           | Strecke nach Spa-Géronstère (L 44)                           |
| Brücke über Wasserlauf |                                                  | Seitenfluss der Vesdre                                       | Seitenfluss der Vesdre                                       |
| Tunnel |                                                  | Tunnel (212 m)                                               | Tunnel (212 m)                                               |
| Brücke über Wasserlauf |                                                  | Vesdre                                                       | Vesdre                                                       |
| ehemaliger Haltepunkt / Haltestelle | 18,8                                             | Cornesse                                                     | Cornesse                                                     |
| Brücke über Wasserlauf |                                                  | Vesdre                                                       | Vesdre                                                       |
| Tunnel |                                                  | Tunnel de Becoen (176 m)                                     | Tunnel de Becoen (176 m)                                     |
| Brücke über Wasserlauf |                                                  | Vesdre                                                       | Vesdre                                                       |
| ehemaliger Haltepunkt / Haltestelle | 17,8                                             | Goffontaine                                                  | Goffontaine                                                  |
| Brücke über Wasserlauf |                                                  | Vesdre                                                       | Vesdre                                                       |
| Tunnel |                                                  | Tunnel Hallinsart (634 m)                                    | Tunnel Hallinsart (634 m)                                    |
| Brücke über Wasserlauf |                                                  | Vesdre (zwei Querungen)                                      | Vesdre (zwei Querungen)                                      |
| Tunnel |                                                  | Tunnel bei Nessonvaux (192 m)                                | Tunnel bei Nessonvaux (192 m)                                |
| Haltepunkt / Haltestelle, ehemals Bahnhof | 15,3                                             | Nessonvaux                                                   | Nessonvaux                                                   |
| Brücke über Wasserlauf |                                                  | Vesdre (zwei Querungen)                                      | Vesdre (zwei Querungen)                                      |
| Haltepunkt / Haltestelle | 13,8                                             | Fraipont                                                     | Fraipont                                                     |
| Tunnel |                                                  | Tunnel (262 m)                                               | Tunnel (262 m)                                               |
| ehemaliger Dienststation / Betriebs- oder Güterbahnhof | 12,5                                             | Olne ehem. Anschl. Kieswerk                                  | Olne ehem. Anschl. Kieswerk                                  |
| Brücke über Wasserlauf |                                                  | Vesdre                                                       | Vesdre                                                       |
| Tunnel |                                                  | Tunnel bei Trooz (120 m)                                     | Tunnel bei Trooz (120 m)                                     |
| Brücke über Wasserlauf |                                                  | Vesdre                                                       | Vesdre                                                       |
| Haltepunkt / Haltestelle | 11,0                                             | Trooz                                                        | Trooz                                                        |
| ehemaliger Haltepunkt / Haltestelle | 9,5                                              | La Brouck                                                    | La Brouck                                                    |
| Tunnel |                                                  |                                                              |                                                              |
| Brücke über Wasserlauf |                                                  | Vesdre                                                       | Vesdre                                                       |
| |                                                  |                                                              |                                                              |
| Haltepunkt / Haltestelle, ehemals Bahnhof | 7,5                                              | Chaudfontaine (Wieder- inbetriebnahme 3. Sept. 2018)         | Chaudfontaine (Wieder- inbetriebnahme 3. Sept. 2018)         |
| |                                                  |                                                              |                                                              |
| Tunnel |                                                  | Tunnel de Hauster (281 m)                                    | Tunnel de Hauster (281 m)                                    |
| Brücke über Wasserlauf |                                                  | Vesdre                                                       | Vesdre                                                       |
| ehemaliger Haltepunkt / Haltestelle | 5,8                                              | Henne-Chèvremont                                             | Henne-Chèvremont                                             |
| Abzweig geradeaus und ehemals von rechts |                                                  | ehemals nach Bleyberg (L 38)                                 | ehemals nach Bleyberg (L 38)                                 |
| Abzweig geradeaus und von rechts |                                                  | HSL 3 von Hergenrath                                         | HSL 3 von Hergenrath                                         |
| Haltepunkt / Haltestelle, ehemals Bahnhof | 4,1                                              | Chênée                                                       | Chênée                                                       |
| Brücke über Wasserlauf |                                                  | Ourthe                                                       | Ourthe                                                       |
| Abzweig geradeaus und von links |                                                  | Strecke von Marloie                                          | Strecke von Marloie                                          |
| Haltepunkt / Haltestelle, ehemals Bahnhof | 2,6                                              | Angleur                                                      | Angleur                                                      |
| Kreuzung geradeaus oben, links und rechts | 2,01,3                                           | Strecke Maastricht ↔ Namur (L 40)                            | Strecke Maastricht ↔ Namur (L 40)                            |
| Brücke über Wasserlauf |                                                  | Pont du Val-Benoît (Maas)                                    | Pont du Val-Benoît (Maas)                                    |
| Abzweig geradeaus und von links |                                                  | Strecke von Flémalle                                         | Strecke von Flémalle                                         |
| Bahnhof | 0,0                                              | Liège-Guillemins                                             | Liège-Guillemins                                             |
| |                                                  |                                                              |                                                              |
| Abzweig geradeaus und nach rechts |                                                  | Strecke nach Hasselt (L 34), bis Liège-Saint-Lambert         | Strecke nach Hasselt (L 34), bis Liège-Saint-Lambert         |
| |                                                  |                                                              |                                                              |
| |                                                  | Strecke nach Brüssel (L 36)                                  |                                                              |
| |                                                  |                                                              |                                                              |
| Quellen: |                                                  |                                                              |                                                              |

Die Bahnstrecke Liège–Aachen (Linie 37) ist eine bereits am 15. Oktober 1843 eröffnete, 54 Kilometer lange zweigleisige, elektrifizierte Hauptstrecke des internationalen Bahnverkehrs zwischen Belgien und Deutschland, die Lüttich mit Verviers und Aachen verbindet. Sie verläuft innerhalb Belgiens abschnittsweise im Tal der Weser (französisch: Vesdre), eines Nebenflusses der Ourthe, und wird daher gelegentlich auch als Wesertalstrecke bezeichnet.
Innerbelgisch dient sie vor allem der Erschließung weiter Teile Ostbelgiens, des Industrieraumes um Verviers und der Hauptstadt der Deutschsprachigen Gemeinschaft, Eupen.
Sie ist mit ihren Abschnitten von Liège-Guillemins bis Chênée sowie von der Abzweigstelle Hammerbrücke bei Hauset bis Aachen Teil der Schnellfahrstrecke Paris–Brüssel–Köln. Von Chênée bis Hauset dient die im Wesentlichen parallel, aber außerhalb des Tales der Weser verlaufende Schnellfahrstrecke HSL 3 dem Hochgeschwindigkeitsverkehr.

## Streckenbeschreibung

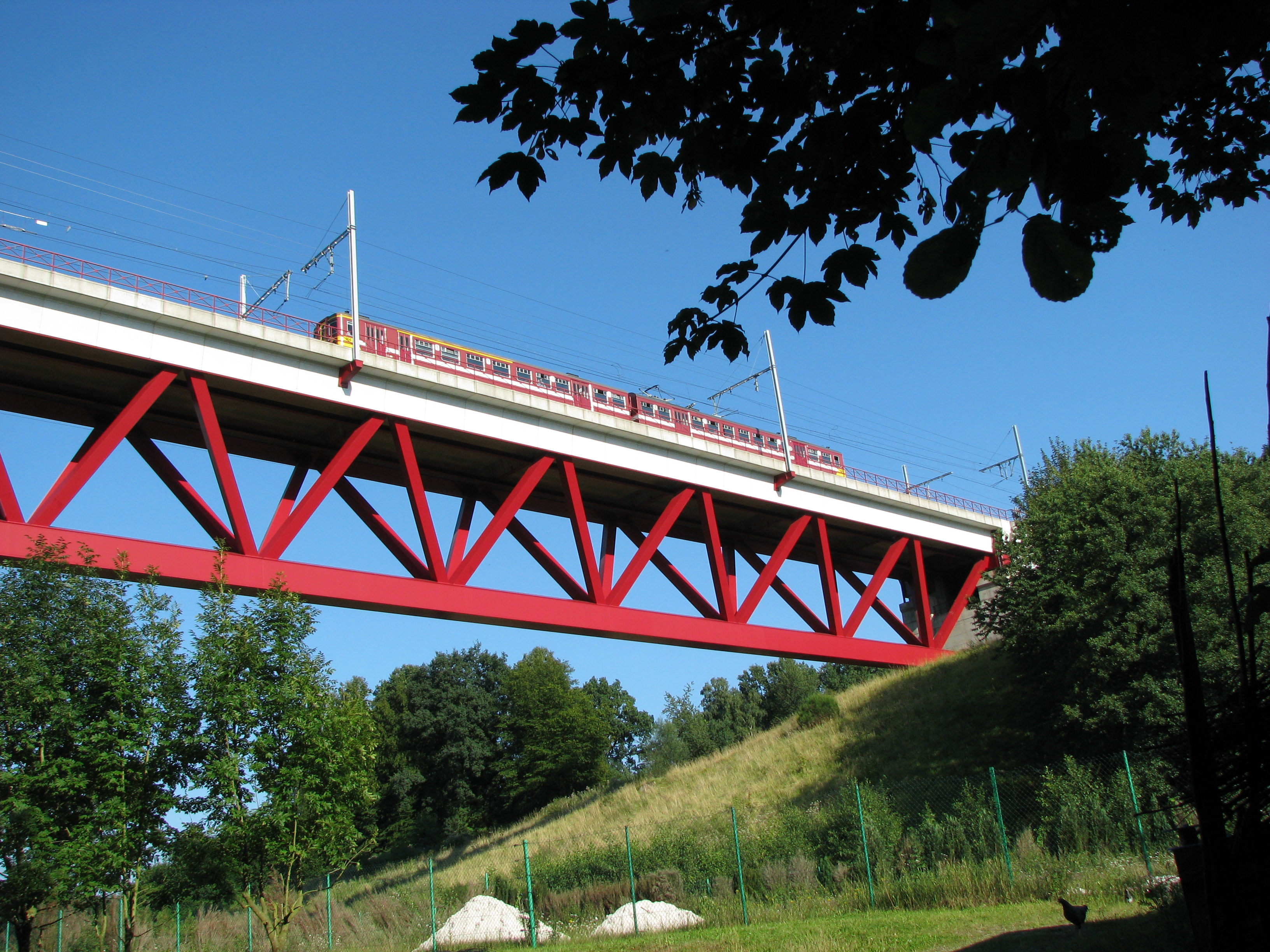
Hammerbrücke bei Hergenrath

Die Strecke durchquert im Abschnitt Dolhain–Angleur das Tal der Weser, ein landschaftlich reizvolles Seitental in den Ardennen. Der von der Verbindung durchquerte Vervierser Agglomerationsraum ist dicht besiedelt und industriell geprägt.
Die Bahnstrecke ist charakterisiert durch viele Tunnel wie den Buschtunnel und zahlreiche Weser-Querungen. Die bekannteste dieser Brücken ist der Viadukt von Dolhain. Ein weiteres bekanntes Kunstbauwerk ist die Hammerbrücke über das Göhltal bei Hergenrath, an deren Stelle bis 1940 ein 209 Meter langes und bis zu 40 Meter hohes gemauertes Viadukt mit doppelter Bogenreihung stand, das wie der Viadukt von Moresnet ebenfalls als Geultalviadukt bezeichnet wurde.
Der Festungsring Lüttich wird zweimal überquert. Aus diesem Grunde wurde die Strecke an verschiedenen Stellen mit Bunkern gesichert, deren Überreste heute noch erkennbar sind.

### Bedeutende Knotenpunkte
Die Strecke hat ihren Ausgangspunkt im 1901 erbauten Aachener Hauptbahnhof, von wo ebenfalls die Hauptstrecken nach Mönchengladbach/Düsseldorf und Köln beginnen. Außerdem verkehrt von dort die Euregiobahn nach Stolberg-Altstadt/Weisweiler sowie nach Alsdorf.
Der frühere Grenzbahnhof Herbesthal wurde 1966 stillgelegt, seine Aufgaben übernahm der knapp einen Kilometer weiter westlich liegende heutige Grenzbahnhof in Welkenraedt. Dort befinden sich umfangreiche Rangier- und Abstellanlagen für die in der Hauptverkehrszeit eingesetzten P-Züge nach Brüssel sowie die Intercity-Züge Ostende–Eupen, da der an der Bahnstrecke Welkenraedt–Raeren liegende Bahnhof Eupen nicht über einen Abstellanlage verfügt. In Welkenraedt zweigt auch die elektrifizierte Zubringerstrecke zur Montzenroute nach Antwerpen ab, die nur dem Güterverkehr und einigen betriebsinternen Personentransporten dient.
Nächster wichtiger Bahnhof ist der Hauptbahnhof von Verviers, Verviers Central. Als Besonderheit ist dieser fünfgleisige Bahnhof als Sattelbahnhof ausgeführt, was bedeutet, dass das Empfangsgebäude, welches quer zu den Gleisen gebaut wurde, auf jenen sattelt. Der Bahnhof wurde in den 1930er Jahren errichtet und ersetzt seitdem den ehemaligen als Hauptbahnhof dienenden Kopfbahnhof Verviers-Ouest.
Hinter dem Vervierser Bahnhof, im Keilbahnhof Pepinster, verzweigt sich die Strecke in die Äste nach Liège und Spa. Zwischen den Bahnsteigen der jeweiligen Richtungen (Lüttich, Aachen, Spa) befindet sich eine interessante und aufwändig restaurierte Bahnhofshalle, welche ein Umsteigen zwischen den Zügen auf trockenem Fuße gewährleistet. Die Strecke endet im Bahnhof Liège-Guillemins, von wo Verbindungen in Richtung Hasselt/Antwerpen, Maastricht, Luxemburg, Namur und Brüssel bestehen.

Strecke Aachen–Lüttich
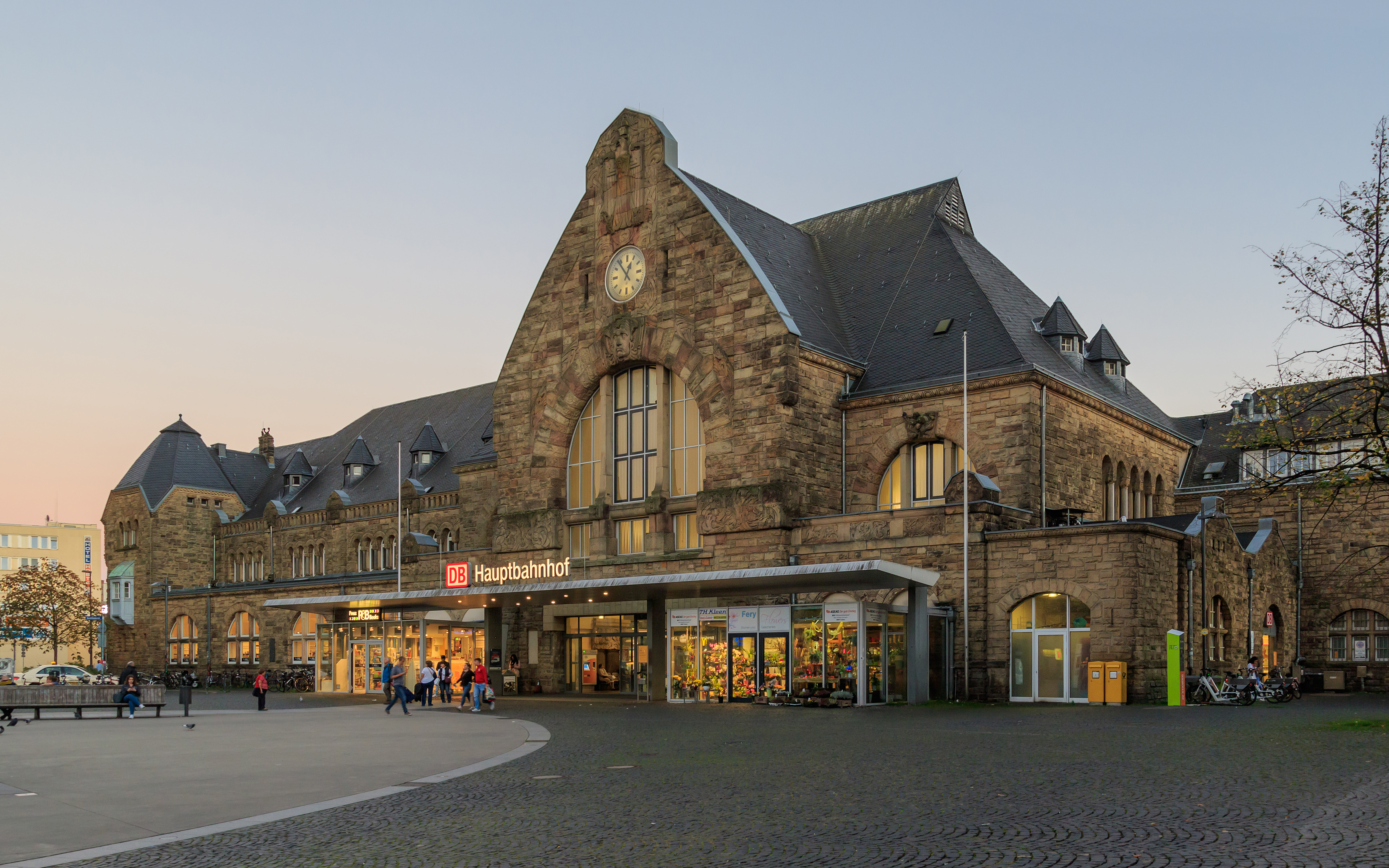
Aachen Hauptbahnhof
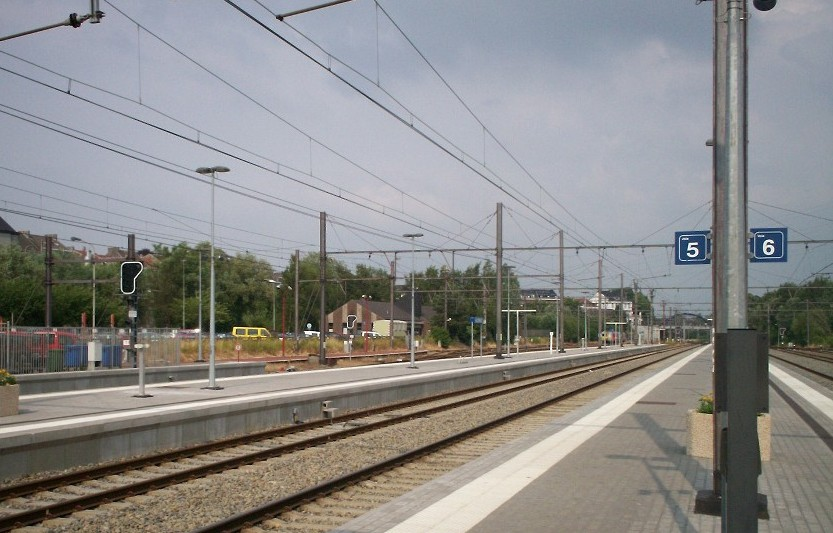
Bahnhof Welkenraedt
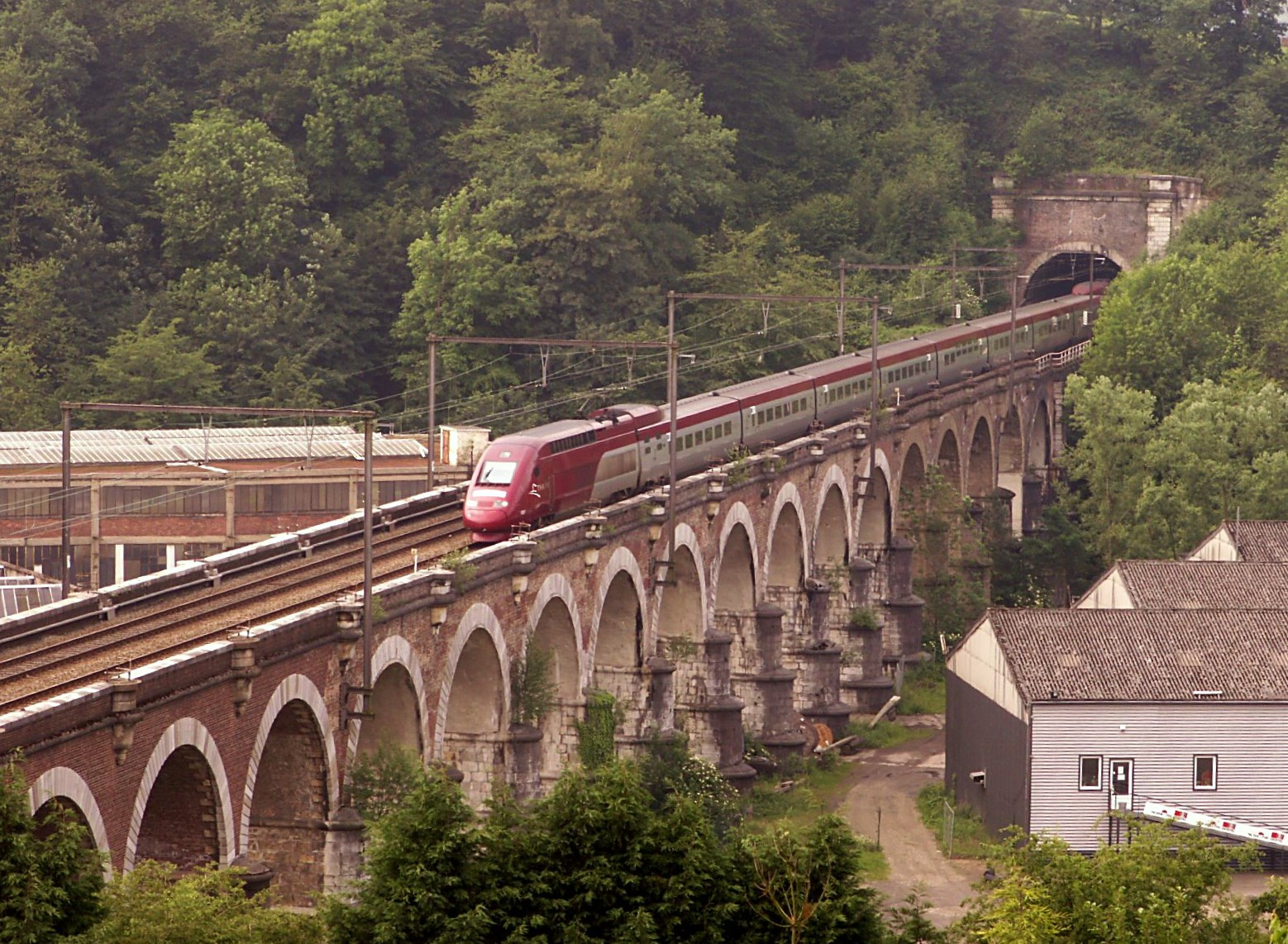
Viadukt von Dolhain
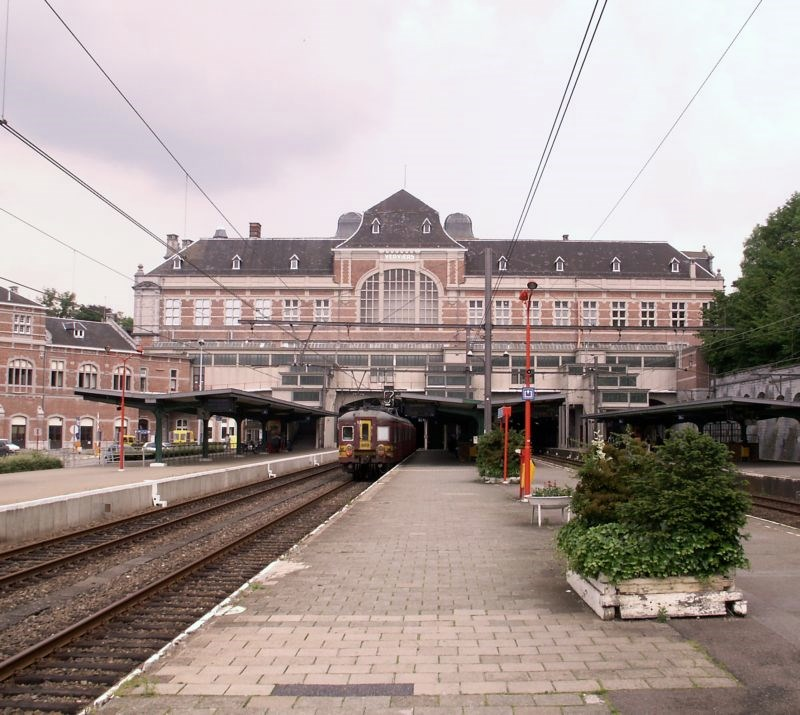
Verviers Central
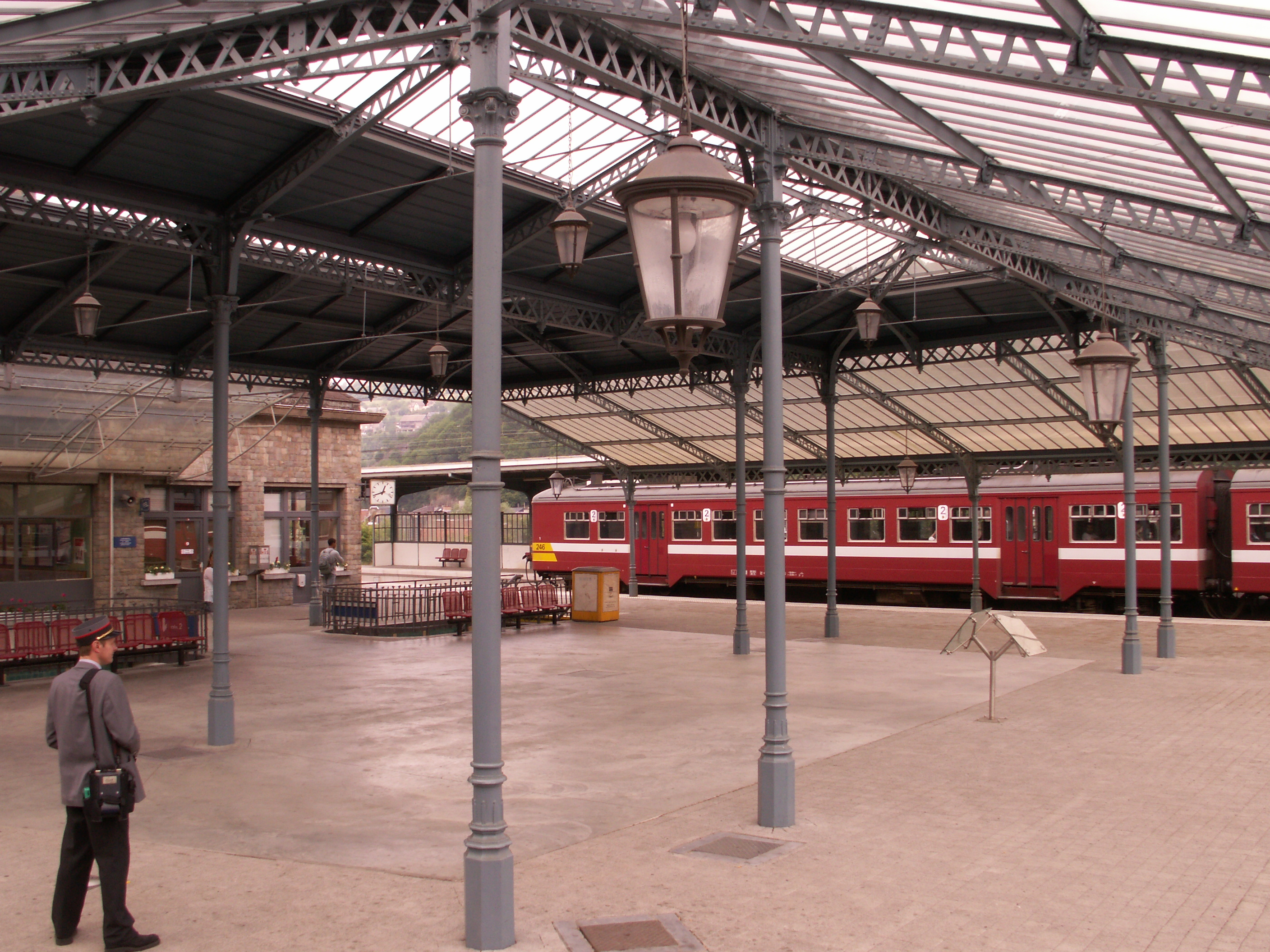
Bahnhof Pepinster
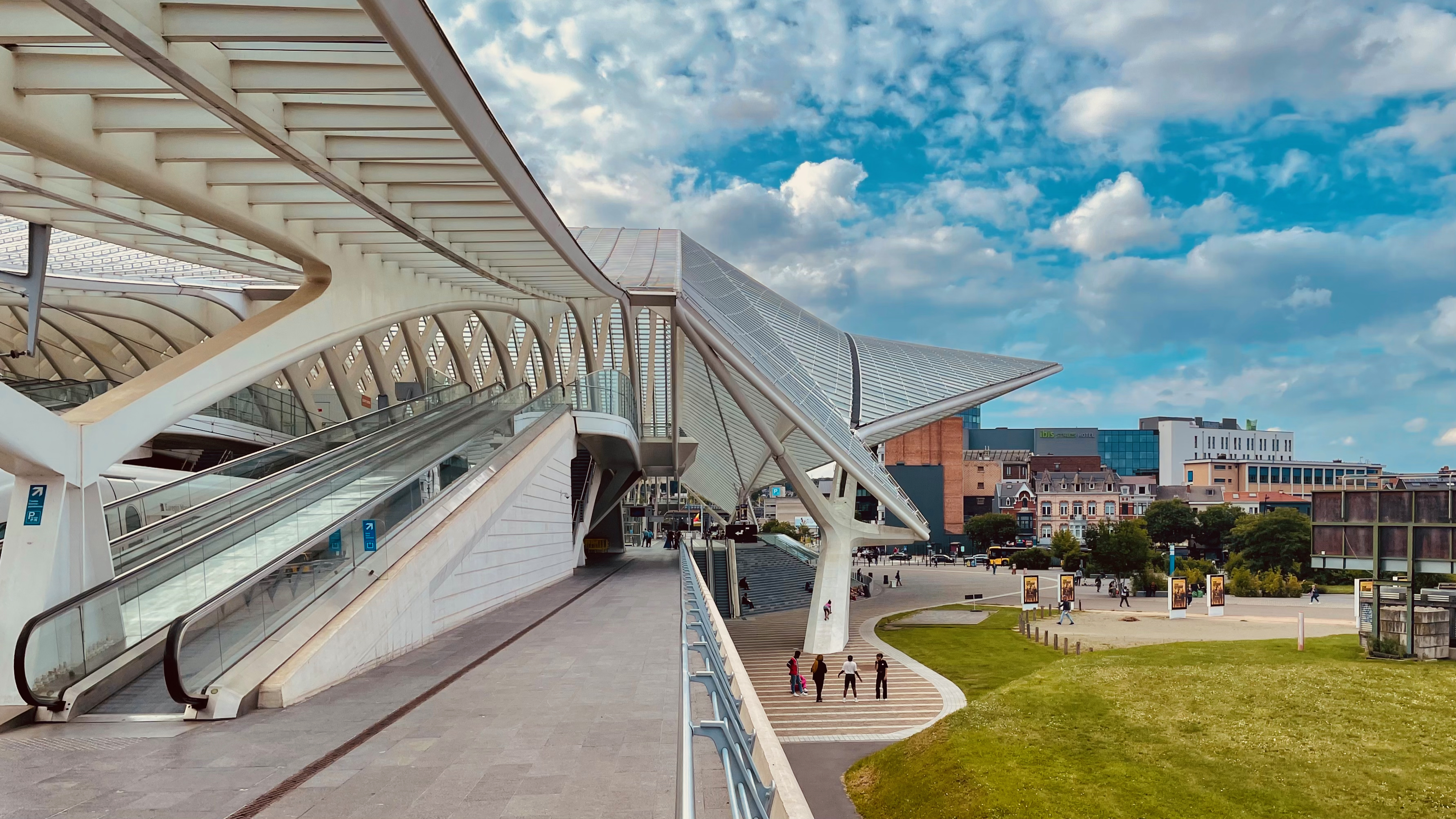
Bahnhof Liège-Guillemins

## Betrieb und Geschichte
Der Bau der Strecke und die vorausgegangene Genehmigung vom 12. Februar 1837 waren das Ergebnis langwieriger Verhandlungen zwischen der Rheinischen Eisenbahngesellschaft und einem Ausschuss hochrangiger Aachener Persönlichkeiten, unter anderem des Präsidenten der Handelskammer Aachen, David Hansemann, des Aachener Regierungspräsidenten Adolf Heinrich Graf von Arnim-Boitzenburg und des Tuch- und Nadelfabrikanten Philipp Heinrich Pastor.
Die Vertreter Aachens hatten sich dafür eingesetzt, dass entgegen der ursprünglich geplanten weiträumigen Umgehung Aachens die Trasse doch über Aachen (Rheinischen Bahnhof) und das Wesertal nach Lüttich verlaufen sollte. Notwendig dazu waren allerdings auch der Bau der so genannten Ronheider Rampe, einer geneigten Ebene, die man zunächst nur mittels Seilzugsbetriebs mit stationärer Dampfmaschine überwinden konnte, und der Bau des Buschtunnels, beide im Bereich des Stadtwalds zwischen der Innenstadt und der deutsch-belgischen Grenze. Die seit 1838 im Bau befindliche Strecke konnte am 15. Oktober 1843 eröffnet werden. Sie war die erste grenzüberschreitende Eisenbahnstrecke weltweit.
Aufgrund des Versailler Vertrags musste das Deutsche Reich den seit 1815 preußischen Kreis Eupen am 10. Januar 1920 an Belgien abtreten. Der Grenzbahnhof Herbesthal wurde geschlossen. Der Bahnhof Aachen Süd wurde neuer Grenzbahnhof für den Güterverkehr, der Aachener Hauptbahnhof für den Personenverkehr.
In den 1930er Jahren erfolgte eine gründliche Umstrukturierung der Bahnanlagen in Verviers, als der bisherige Kopfbahnhof Verviers-Ouest durch den neuen Durchgangsbahnhof Verviers Central ersetzt wurde. Schnellster Zug der Strecke war damals der Ostende-Köln-Pullman-Express, der eine schnelle Tagesverbindung zwischen Köln und London herstellte.
Der Zweite Weltkrieg brachte eine Zerstörung der Hammerbrücke bei Hergenrath, einer zweigeschossigen, gemauerten Bogenbrücke, mit sich. Der Viadukt wurde nicht in alter Geometrie wiederaufgebaut. In der Nachkriegszeit wurden vielmehr auf die alten Pfeiler stählerne Fachwerkträger montiert. Das Provisorium wurde schließlich 1997 durch einen kompletten Neubau ersetzt.
Im Zuge der zunehmenden Bedeutung der Strecke im internationalen Verkehr wurde diese 1966 elektrifiziert, wobei die gesamte Strecke auch auf deutschem Gebiet mit 3 Kilovolt Gleichspannung betrieben wird. Der Wechsel zwischen den Bahnstromsystemen von Deutschland und Belgien findet im Aachener Hauptbahnhof statt. Zu diesem Zweck sind dort die Oberleitungen an den Gleisen 6 bis 9 so ausgerüstet, dass wahlweise 15 Kilovolt, 16,7 Hertz Wechselspannung der Deutschen Bundesbahn oder 3 Kilovolt Gleichspannung der NMBS/SNCB aufgeschaltet werden kann. Zeitgleich änderte die Deutsche Bundesbahn die Gleisführung im Bereich des Abzweigbauwerks westlich des Buschtunnels, das als Teil der Bahnstrecke Aachen Buschtunnel–Moresnet 1917 errichtet worden war. Für einen kreuzungsfreien Wechsel von deutschem Rechts- auf belgischen Linksverkehr wurde 1966 das Richtungsgleis nach Aachen in die Trasse von Moresnet unter die Brücke eingeschwenkt. Bis dahin fuhren zwischen Herbesthal und Aachen die Züge im Rechtsverkehr.
Während die SNCB in den 1980er Jahren zahlreiche eher schwach frequentierte Haltepunkte schloss, fand zeitgleich eine Renaissance des Bahnverkehrs auf der abzweigenden Strecke Welkenraedt–Eupen statt:
Jene Zweigstrecke, auf welcher der Personenverkehr schon in der Nachkriegszeit eingestellt worden war, wurde 1984 auf politischen Druck der Deutschsprachigen Gemeinschaft (DG) reaktiviert und elektrifiziert, und der neu errichtete Bahnhof Eupen (Hauptstadt der DG) wurde Endpunkt der InterCity-Linie Ostende–Brüssel–Lüttich–Verviers–Eupen. Bei dieser Linie handelt es sich um die wichtigste Ost-West-Eisenbahnverbindung Belgiens.
Der Abschnitt Aachen Hauptbahnhof – Aachen Süd (Grenze) wurde für 160 km/h ausgebaut. Dazu erhielt der Buschtunnel in der Nähe der Grenze zu Belgien eine zweite Tunnelröhre, die in den Jahren 2004 bis 2007 entstand. Im Anschluss wurde die alte Röhre modernisiert und am 23. Oktober 2011 wieder dem Verkehr übergeben. Seitdem verläuft in beiden Röhren jeweils nur ein Gleis. 2008 wurde das Überwerfungsbauwerk westlich des Buschtunnels für eine verbesserte Streckenführung abgebrochen. Der Linksverkehr endet bzw. beginnt seit 2011 im Aachener Hauptbahnhof.
Im Oktober 2013 haben am Bahnhof Verviers Central umfangreiche Tunnelarbeiten begonnen. Die Tunneldecke unter dem Bushof soll um 40 Zentimeter angehoben werden, so dass nach Abschluss der Arbeiten auch Doppelstockwagen eingesetzt werden können. Es werden Kosten in Höhe von zwei Millionen Euro veranschlagt, die voraussichtliche Bauzeit dauert bis Ende 2017.
Der Verkehr, der schon immer von traditionsreichen Zugläufen wie dem Ostende-Wien-Express, dem Nord-Express oder dem Tauern-Express geprägt war, erfuhr in den 1990er Jahren die nächste grundlegende Änderung:

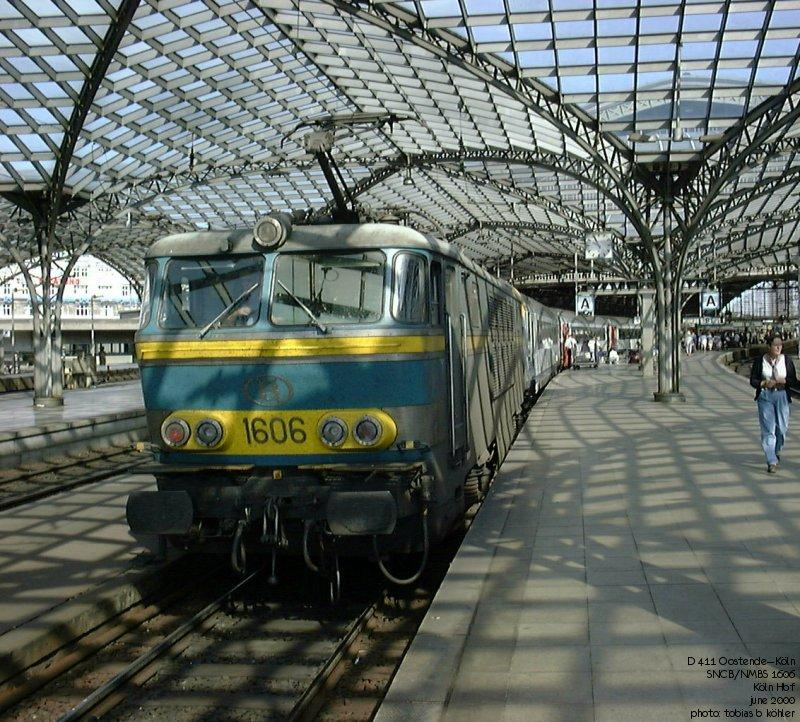
Oostende-Express in Köln Hbf

1997 verkehrte erstmals der Hochgeschwindigkeitszug Thalys über die Strecke, ab 2002 wurden die letzten verbliebenen durchgehenden Schnellzug/Intercity-Verbindungen von Köln via Brüssel nach Ostende auf dem Abschnitt Frankfurt am Main–Köln–Brüssel durch Intercity-Express-Züge ersetzt. Die Reise von Köln nach Ostende erfordert so heute einen ein- bis zweimaligen Umstieg und kann seit 2013 nicht mehr nach Großbritannien fortgesetzt werden, nachdem der Betreiber der einzigen Fährverbindung von Ostende nach Ramsgate in Konkurs gegangen ist. Zum Sommerfahrplan 2009 verließen diese Hochgeschwindigkeitszüge die Strecke unmittelbar im Wesertal und werden seitdem über die neu errichtete HSL-3-Hochgeschwindigkeitsstrecke geführt.
Die Schnellzüge Köln–Ostende wurden 2002 durch den Interregio q euregioAIXpress als neuen grenzüberschreitenden Zug im Schienenpersonennahverkehr ersetzt. Die Züge verkehrten ab Dezember 2002 bis Dezember 2014 täglich im Zweistundentakt zwischen Aachen und Liège-Guillemins. Ab Dezember 2014 bis 10. Dezember 2023 verkehrte der Zug als Regionalbahn L 09 von Aachen nach Spa-Géronstère. Direktverbindungen im Nahverkehr nach Liège-Guillemins gab es seitdem nicht mehr. Die Züge werden im Aachener Hauptbahnhof als Regionalexpress 29 geführt. Der Name, das Wortspiel euregioAIXpress setzt sich aus den Wörtern Euregio, Aix-la-Chapelle (französischer Name Aachens) und Express zusammen. Am 3. September 2018 wurden der Bahnhof Chaudfontaine wiedereröffnet, die L 17 im Rahmen der Einführung der S-Bahn Lüttich in S 41 umbenannt und ab 10. Dezember 2023 ebendiese S 41 bis nach Aachen Hbf verlängert.

### Gegenwärtiger Betrieb

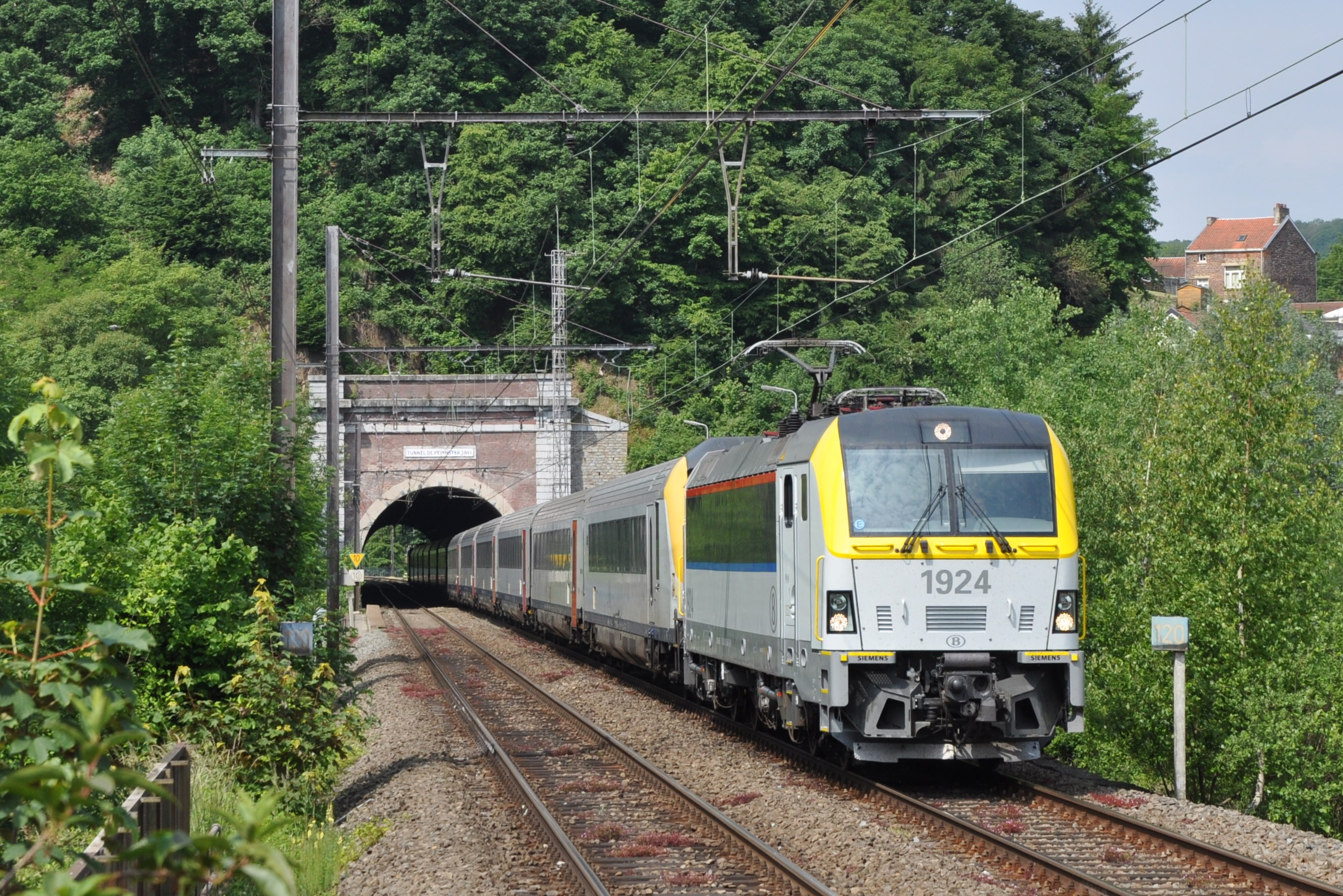
Intercity mit Reihe 18 und zwölf I11-Wagen in Pepinster

Die Strecke wird gegenwärtig im Abschnitt Welkenraedt–Lüttich stündlich von belgischen IC-Zügen (Linie 01) von Eupen nach Oostende bedient, die aus einer Lokomotive der NMBS/SNCB-Reihe 18 und zwölf I11-Wagen oder aus M6-Wagen gebildet werden. Im Dezember 2014 wurde eine zusätzliche IC-Linie (Linie 12, Mo–Fr) bestehend aus M6-Wagen zwischen Welkenraedt und Kortrijk über Lüttich und Brüssel eingeführt, so dass auf dem Abschnitt Welkenraedt-Lüttich ein Halbstundentakt mit InterCity-Zügen besteht.
Außerdem gibt es hier seit 10. Dezember 2023 auf dem Abschnitt Verviers-Lüttich einen Halbstundentakt der S-Bahn Lüttich, die stündlich bis nach Aachen Hbf weiterfährt.
Seit dem 20. Januar 2020 fährt wieder ein internationaler Nachtzug von Brüssel über Lüttich und Aachen nach Wien; dieser verkehrt dreimal in der Woche und wird von den ÖBB als Nightjet angeboten. Damit besteht wieder ein Angebot, das es bis Dezember 2003 schon einmal gab. Darüber hinaus fährt seit dem 10. Dezember 2023 auch wieder ein Nightjet nach Berlin Hbf. Dieser verkehrt bis Mannheim Hbf mit dem Wiener Zugteil zusammen und ab Mannheim Hbf getrennt von diesem.
| Linie | Linienbezeichnung | Linienverlauf                                                |
| ----- | ----------------- | ------------------------------------------------------------ |
| IC 01 | InterCity         | Ostende – Brüssel – Lüttich – Verviers – Eupen               |
| IC 12 | InterCity         | Kortrijk – Gent – Brüssel – Lüttich – Verviers – Welkenraedt |
| L 09  | Locale Train      | Spa-Géronstère – Verviers Central                            |
| RE 29 | S-Bahn            | Lüttich – Verviers – Welkenraedt – Aachen Hbf                |
|       | S-Bahn            | Hasselt – Tongern – Lüttich – Verviers-Central               |
| P     | Verstärkerzug     | Welkenraedt – Verviers – Lüttich – Herstal                   |

## Leit- und Sicherungstechnik
Die Strecke wird von Elektronischen Stellwerken mit Kombinationssignalen gesichert. Als Besonderheit für eine zweigleisige Hauptbahn gilt der „Posten 58“ (Bahnübergang Luerweg, km 76,3, Typ NFA 60), der als Anrufschranke in Grundstellung geschlossen ist und nur bei Bedarf öffnet.
Derzeit sind die Zugbeeinflussungssysteme PZB 90, Crocodile und TBL1+ installiert. Während die PZB-Ausrüstung nur den deutschen Streckenanteil abdeckt, reicht die Ausrüstung mit TBL1+ seit Dezember 2013 bis nach Aachen Hbf. Die Ausrüstung mit dem europäischen Zugbeeinflussungssystem ETCS ist derzeit in Planung.